# Rokycany, Prešov
Rokycany este o comună slovacă, aflată în districtul Prešov din regiunea Prešov. Localitatea se află la altitudinea de 308 m deasupra n.m., se întinde pe o suprafață de 5,79 km2 și în 2017 număra 1.064 de locuitori.

## Istoric
Localitatea Rokycany este atestată documentar din 1295.

## Demografie
| An:                | 1994 | 2004    | 2014    | 2024   |
| ------------------ | ---- | ------- | ------- | ------ |
| Număr de persoane: | 630  | 793     | 1010    | 1076   |
| Diferență:         |      | +25,87% | +27,36% | +6,53% |

| An:                | 2023 | 2024   |
| ------------------ | ---- | ------ |
| Număr de persoane: | 1073 | 1076   |
| Diferență:         |      | +0,27% |